# Solomon Jones
Solomon Jones III (Eustis, 16 luglio 1984) è un ex cestista statunitense, professionista nella NBA e in Asia.

## Carriera
È stato selezionato dagli Atlanta Hawks al secondo giro del Draft NBA 2006 (33ª scelta assoluta).